# Kiss & Tell (песня)
Kiss & Tell — песня американской рок-группы Angels & Airwaves, единственный внеальбомный сингл коллектива. Песня была выпущена 29 августа 2019 года в качестве второго сингла с альбома Lifeforms.

## История
Первый тизер песни вышел ещё весной 2019 года, за полгода до её выхода, вместе с промо-роликом североамериканского тура группы. Второй тизер появился лишь за несколько дней до её окончательного выхода. В своём интервью журналу Rolling Stone ДеЛонг рассказал, что решил не включать данную песню в треклист готовящегося альбома. По его словам, песня была вдохновлена новой волной, а также влиянием его предыдущих групп Blink-182 и Box Car Racer и должна была «жить на We Don’t Need to Whisper или же I-Empire».

## Видеоклип
Клип на песню был выпущен 4 ноября 2019 года и вероятнее всего, посвящён теме развода Тома ДеЛонга с его бывшей женой Дженнифер. В записи клипа также принял участие Мэттью Рубано, сессионный басист группы.

## Участники записи
Angels & Airwaves
- Том ДеЛонг — ведущий вокал, гитара, сонграйтинг
- Илан Рубин — бэк-вокал, ударные, бас-гитара, сонграйтинг
- Дэвид Кеннеди — клавишные

Дополнительные музыканты
- Аарон Рубин — продюсирование, сонграйтинг
- Тони Хоффер — сведение, мастеринг
- Бен Мур — сведение, мастеринг
- Том Бейкер — сведение, мастеринг

## Чарты
| Год  | Чарт                          | Позиция |
| ---- | ----------------------------- | ------- |
| 2019 | US Hot Rock Songs (Billboard) | 39      |